# Baix Pallars
Baix Pallars település Spanyolországban, Lleida tartományban. Baix Pallars Conca de Dalt, Senterada, Soriguera, Sort, Les Valls d’Aguilar, La Torre de Cabdella és La Pobla de Segur községekkel határos. Lakosainak száma 340 fő (2024).

## Népesség
A település lakosságának változását az alábbi diagram mutatja:
| Lakosok száma | 1052 | 1792 | 1375 | 997  | 437  | 372  | 413  | 361  | 335  | 340  |
|               | 1717 | 1887 | 1936 | 1960 | 1986 | 2004 | 2009 | 2014 | 2019 | 2024 |